# Shkurinskaya
Shkurinskaya (del ruso: Шкуринская) es una stanitsa del raión de Kushchóvskaya del krai de Krasnodar. Está situada en la orilla izquierda del río Yeya, 20 km al oeste de Kushchóvskaya y 172 km al norte de Krasnodar, la capital del krai. Tenía 4 597 habitantes en 2010
Es cabeza del municipio Shkurinskoye, al que también pertenecen las siguientes localidades: Gudko-Limanski, Zavodskoi, Krasni, Nardegin, Naberezhni, Pervomaiski, Pioner y Podshkurinski.

## Historia
La localidad fue fundada en 1794 como uno de los primeros cuarenta asentamientos (kurén, kurin) de los cosacos del mar Negro en el Kubán. Hasta 1920, la stanitsa perteneció al otdel de Yeisk del óblast de Kubán. A principios del siglo XX, la localidad contaba con más de 5 000 habitantes que se dedicaban principalmente a la agricultura. En 1932-1933, fue incluida en las listas negras de sabotaje por su boicot a la colectivización de la tierra en la Unión Soviética, por lo que parte de su población fue represaliada y sometida a hambruna. En 1990, se erigió un monumento a los fallecidos durante dicha hambruna.

## Demografía
| 2002  | 2010  |
| ----- | ----- |
| 4 941 | 4 597 |

## Personalidades
- Víktor Trubilin, economista.
- Aleksandr Kótov (1916-1988), Héroe de la Unión Soviética.